# Francisco Castro (football, 1910)
Pour les articles homonymes, voir Francisco Castro.
Francisco Castro, de son nom complet Francisco Pinto de Castro, est un footballeur portugais né le 1er avril 1910 et mort à une date inconnue. Il évoluait au poste de milieu de gauche.

## Biographie

### En club
Francisco Castro est d'abord joueur du SC Salgueiros avant de rejoindre le FC Porto en 1928,.
Avec Porto, il remporte un Campeonato de Portugal en 1935, première compétition nationale du Portugal, dans un format proche de la Coupe du Portugal d'aujourd'hui.
Francisco Castro remporte la toute première édition du Championnat du Portugal en 1935.

### En équipe nationale
International portugais, il reçoit deux sélections en équipe du Portugal en 1930 et 1933. Le 30 novembre 1930, il dispute un match contre l'Espagne (défaite 0-1 à Porto). Le 29 janvier 1933, il joue une rencontre contre la Hongrie (victoire 1-0 à Lisbonne).

## Palmarès
FC Porto
| - Championnat du Portugal (2) : - Champion : 1934-35. - Campeonato de Portugal (2) : - Vainqueur : 1931-32. |  | - Championnat de Porto (8) : - Champion : 1928-29, 1929-30, 1930-31, 1931-32, 1932-33, 1933-34, 1934-35 et 1935-36. |